# Pegasus Arms 25

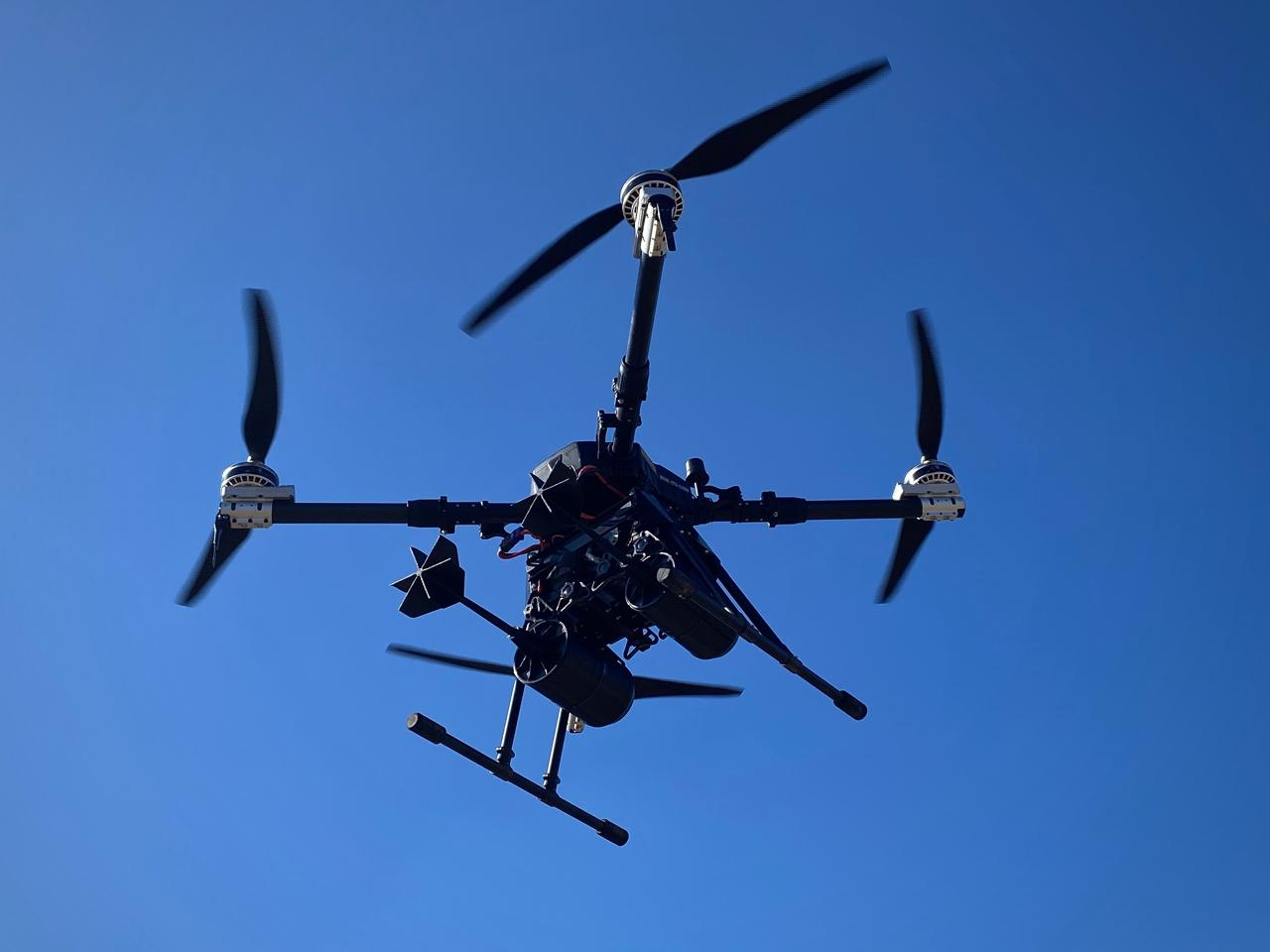
Ударний квадрокоптер роторного типу Pegasus Arms 25

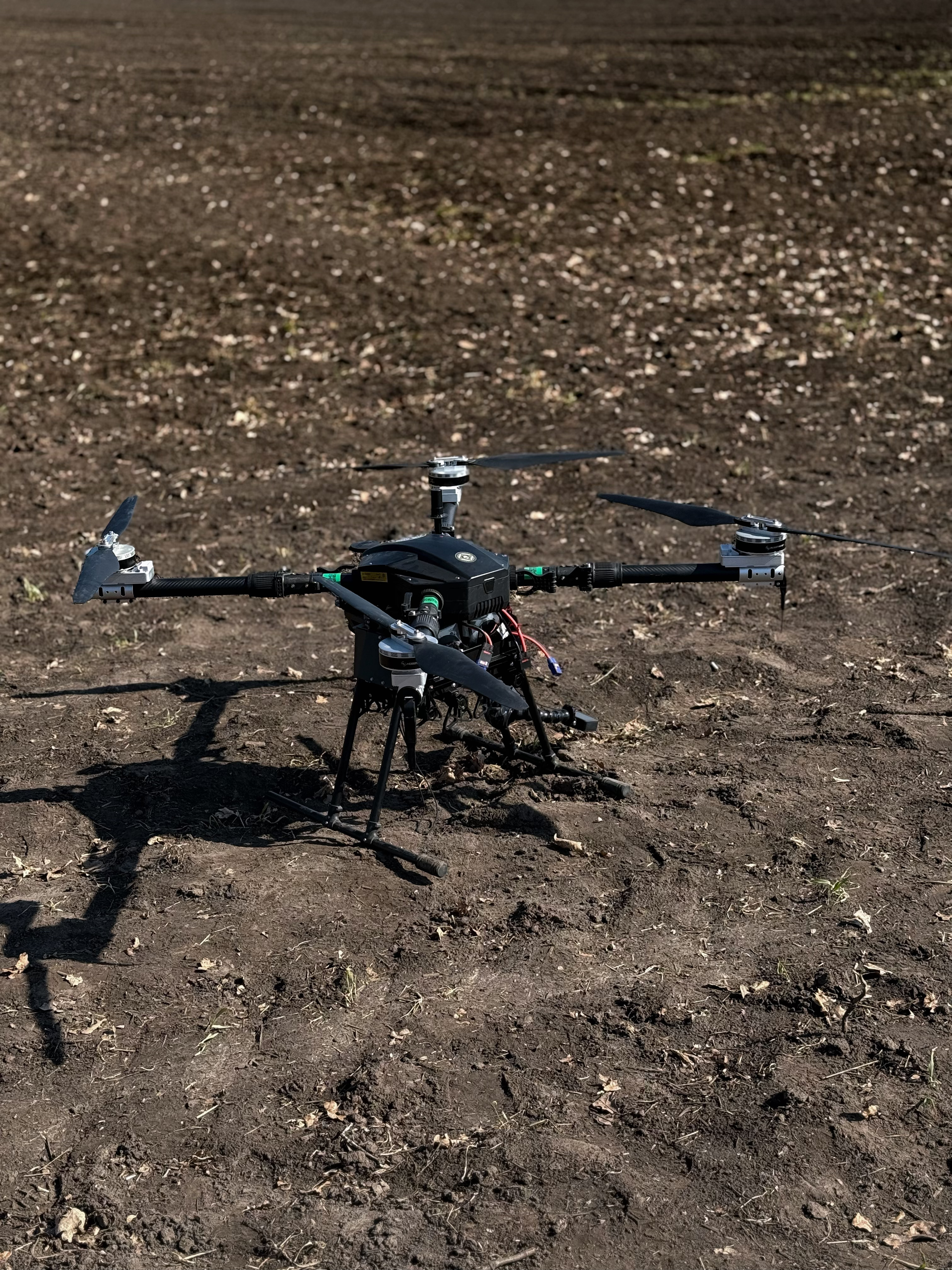
Дрон Pegasus Arms 25 на старті

Pegasus Arms 25 (укр.Пегасус Армс) — ударний безпілотник (БпЛА) українського виробництва. Вперше був представлений компанією «Пегас Армс»у жовтні 2023 року після бойових тестувань та удосконалень початкової розробки. Офіційний допуск до експлуатації Міністерством оборони України безпілотник отримав 31 січня 2024 року. На отримання офіційного допуску від Міноборони України безпілотнику знадобилось лише три місяці.

## Опис
Квадрокоптер Pegasus Arms 25 є складником безпілотного авіаційного комплексу (БпАК) Pegasus Arms 25, призначеного для виконання бойових задач із ураження живої сили, легкоброньованої, броньованої техніки противника, інженерних споруд із повітря, мінування та здійснення логістичних операцій. Комплекс застосовується у світлий та темний час доби, за різних погодних умов. БпАК розрахований на виконання завдань в автоматичному та ручному режимах, без використання додаткового обладнання для зльоту та приземлення, які відбуваються з/на будь-яку рівну поверхню.

## Характеристики

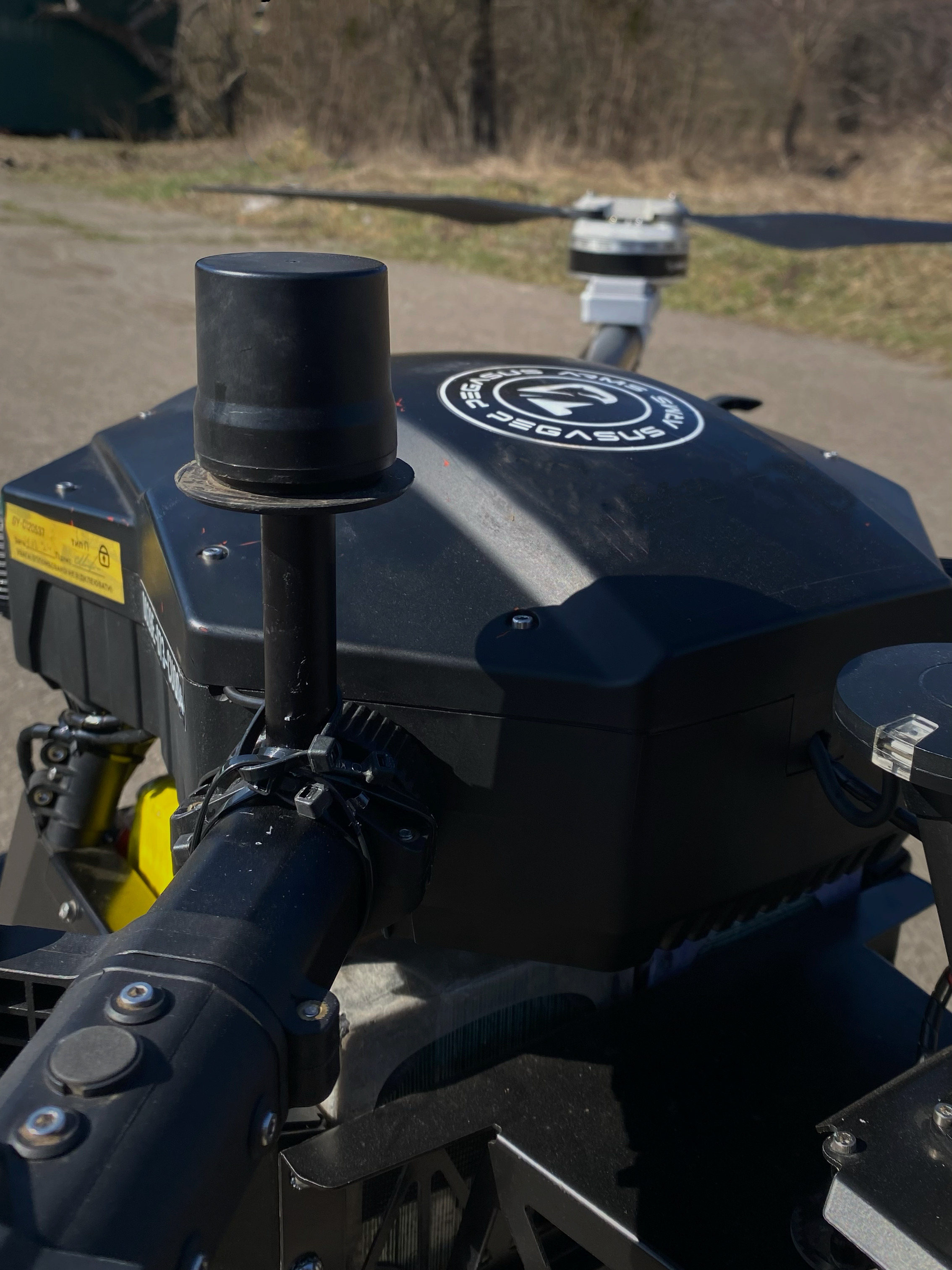
Дрон Pegasus Arms 25

Дрон Pegasus Arms 25 може підніматися на максимальну висоту до 400 м, має дальність польоту 14 км, ту саму відстань долає у зворотному напрямку. Максимальна швидкість польоту 110 км/год, тривалість польоту 27 хв із навантаженням. Комплекс обладнаний системою транспортування та скиду боєприпасів, загальна вага яких може складати до 12 кг. У Pegasus Arms 25 встановлена подвійна камера з 9-кратним оптичним зумом (денна) та інфрачервона з 9х-цифровим зумом.

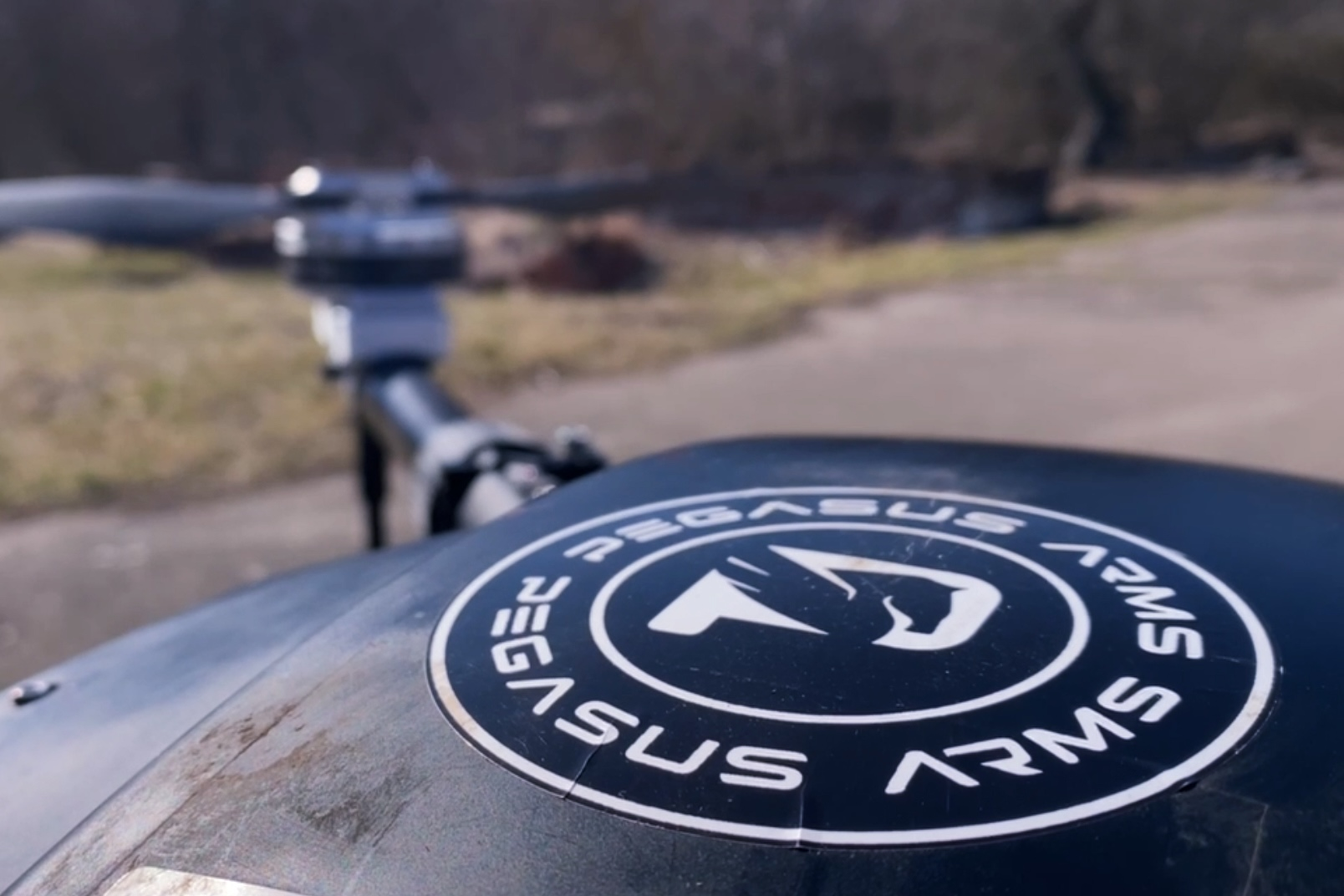
Дрон Pegasus Arms 25 із логотипом

Pegasus Arms 25 є флагманом ударних дронів в Україні щодо високої стійкості до засобів РЕБ противника.. Тактичний радіус ураження до 10 км. Борт може здійснити до 12 вильотів на добу. Рекорд — 302 бойових вильоти одним безпілотником.
Ще однією перевагою БпАК Pegasus Arms 25 є його мобільність, компактність та швидкість готовності до використання: комплекс розгортається та готується до польоту за 8 хвилин (рекорд — 2,5 хв), а дрон набирає висоту зі швидкістю до 6 м/с. Окрім того, БпАК виготовляється повністю із українських та західних запчастин. Ефективність комплексу підтверджує ураження однієї із найдорожчих цілей противника — ТОС-1А «Солнцепьок», ціною в 15 млн доларів, засобів РЕБ та кількох САУ окупантів.

## Застосування
Ударні дрони Pegasus Arms 25 активно працюють на передовій, а оперативна група БпЛА виконує бойові завдання спільно з військовими.
Pegasus Arms 25 бере участь у проєкті «Армія дронів», використовувався й зараз експлуатується у таких підрозділах Міністерства оборони України як ГУР, Сили безпілотних систем, різні бойові бригади, зокрема ТРО, а також у Національній гвардії України, Національній поліції, СБУ та ін. Станом на березень 2025 року на полі бою працюють 300 БпАК Pegasus Arms 25.
Безпілотник Pegasus Arms 25 також представлений на платформі Brave1, створеної для співпраці українських defense tech компаній із державними установами щодо найкращих оборонних інновацій.

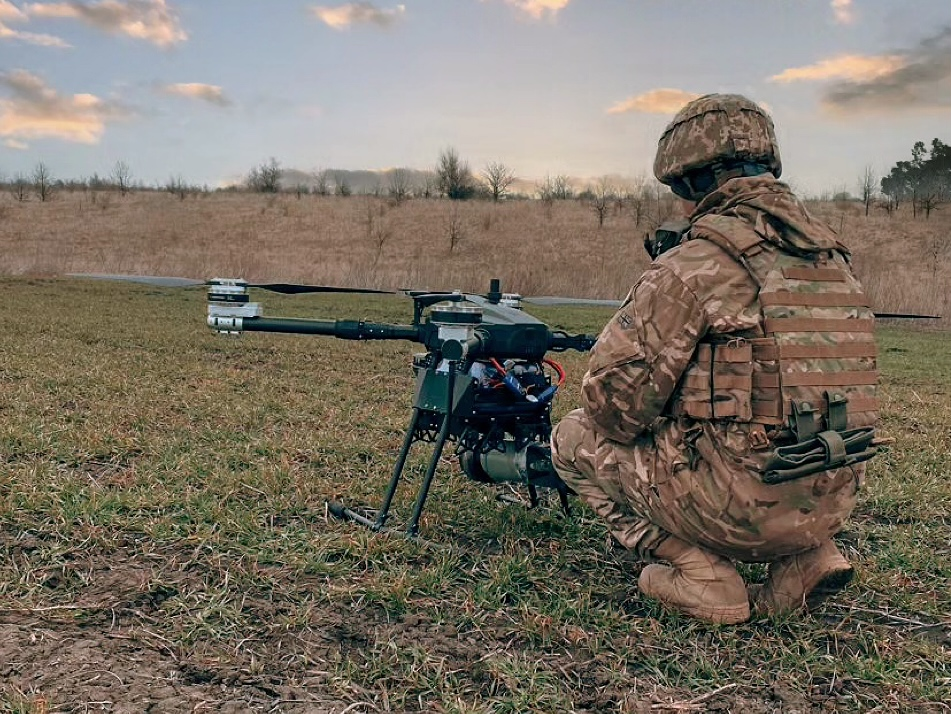
Військовий готується до роботи із дроном

## Навчання
Компанія «Пегас Армс» має свою сертифіковану школу пілотів БПЛА, які проходять навчання щодо експлуатації БпЛА/БпАК Pegasus Arms 25. Школа спроможна підготувати до 50-ти операторів на місяць. Для пілотування «бомбером» військові мають пройти обов'язкову тритижневу підготовку та отримати відповідний сертифікат.

Перший політ: 2023 рік
Розробник: ТОВ «Пегас Армс»

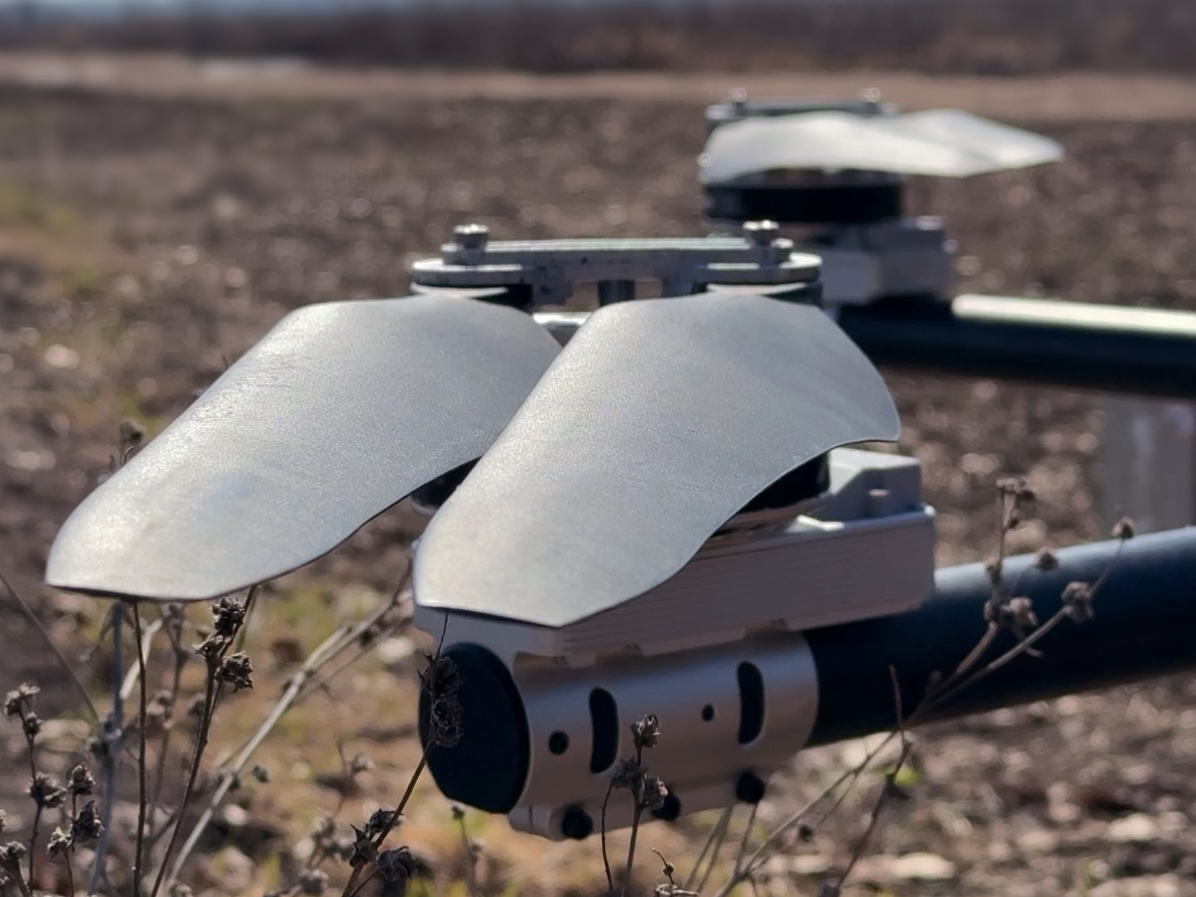
Дрон Pegasus Arms 25, лопаті

Призначення: ураження цілей, доставка вантажів, мінування
Максимальна швидкість: 110 км/год
Дальність польоту: 14 км
Тривалість польоту: 45 хв без навантаження та 27 хвилин із навантаженням
Бойова стеля: 400 м
Бойовий радіус: до 10 км
Боєзапас: протитанкова міна, мала осколкова авіабомба (МОА 400, 900), протитанкова авіаційна бомба (2.5), авіаційна бомба (АО 10), протипіхотна осколкова міна спрямованого ураження (ПОМЗ-2) та ін.
Максимальна злітна маса: до 40 кг
Маса цільового навантаження: 12 кг
Експлуатаційний діапазон:
температура: від -10 до +35°C
швидкість вітру: до 15 м/с
вологість: до 75 %
Дальність виявлення цілей: інфрачервоною камерою - 150 м, відеокамерою - 600 м
Час спорядження засобами ураження: 10 хв

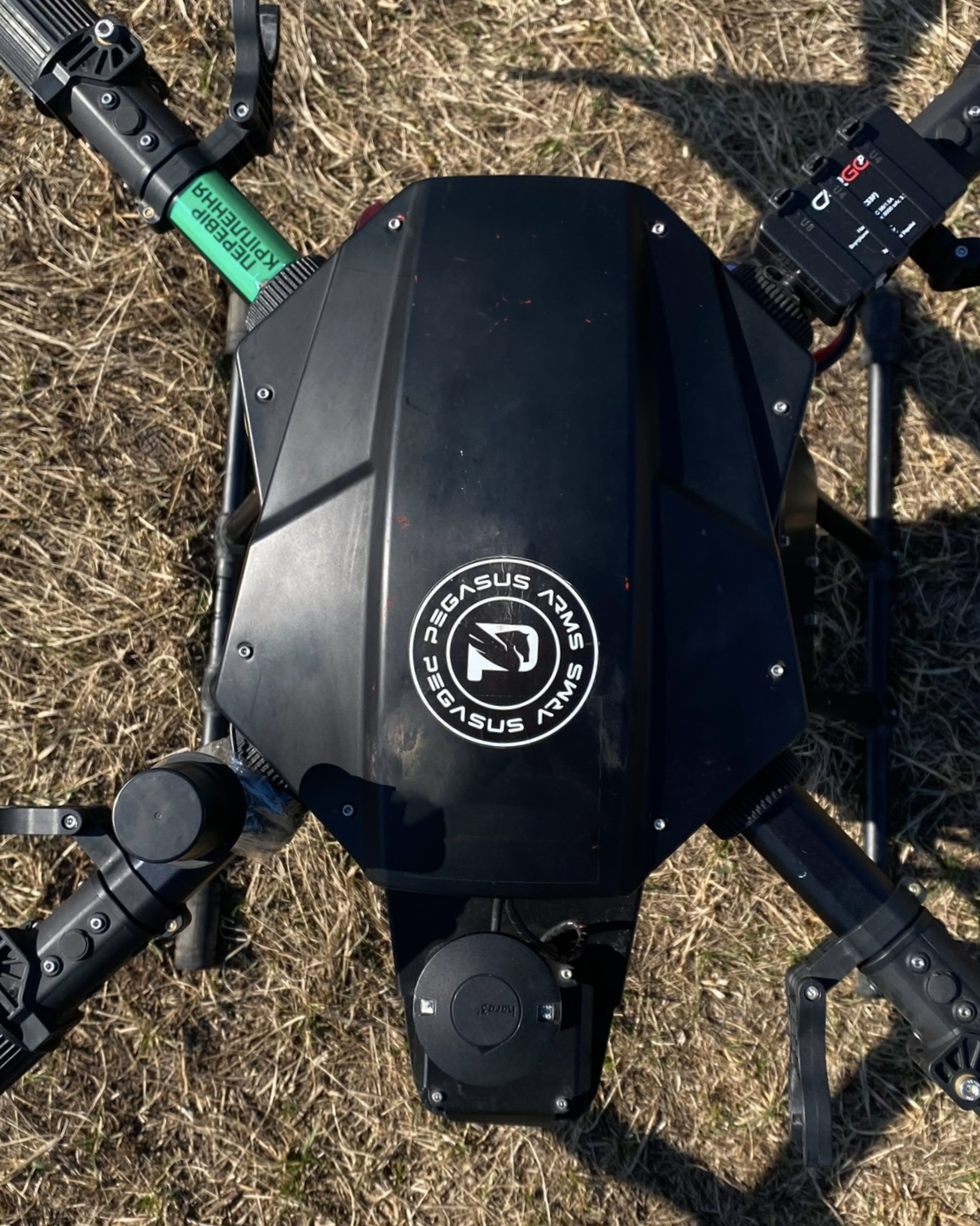
Дрон Pegasus Arms 25 у деталях

## Див.також
- Список безпілотних літальних апаратів
- Список безпілотних літальних апаратів України
- Мультикоптер
- Дрон-бомбардувальник
- Безпілотний літальний апарат
- Армія дронів